# Hulbert (Oklahoma)
Hulbert es un pueblo ubicado en el condado de Cherokee en el estado estadounidense de Oklahoma. En el año 2010 tenía una población de 590 habitantes y una densidad poblacional de 25,32 personas por km².

## Geografía
Hulbert se encuentra ubicado en las coordenadas 35°55′54″N 95°8′34″O / 35.93167, -95.14278 (35.931562, -95.142642).

## Demografía
Según la Oficina del Censo en 2000 los ingresos medios por hogar en la localidad eran de $19,886 y los ingresos medios por familia eran $24,063. Los hombres tenían unos ingresos medios de $23,333 frente a los $19,107 para las mujeres. La renta per cápita para la localidad era de $9,508. Alrededor del 26.5% de la población estaban por debajo del umbral de pobreza.